# Isma'il Rusukhi Anqarawi
Isma'il Rusukhi Anqarawi (gest. 1631), auch bekannt als İsmail Rasuhi Dede usw., war ein osmanischer Mystiker aus der Mevlevi-Tariqa (Mevlevi-Derwisch-Orden). Er ist Verfasser eines Kommentares zu Rumis Mathnawi. Er war über viele Jahre Scheich der Galata-Tekke dieses Sufiordens in Beyoğlu, Istanbul. Er ist Verfasser von mehr als 30 Werken, von denen das bekannteste sein Kommentar zu dem Mathnawi von Rumi ist. Er schrieb aber auch Kommentare zu einem Werk von Schihab ad-Din Suhrawardi und zu Ibn Arabis Naqsh al-Fusus. Er übernahm die Einsicht des wahdat al-wudschūd, die von Ibn Arabi systematisiert wurde.